# Pardomima phalaromima
Pardomima phalaromima is een vlinder uit de familie van de grasmotten (Crambidae), uit de onderfamilie van de Spilomelinae. De wetenschappelijke naam van deze soort is voor het eerst voorgesteld als Entephria phalaromima door Edward Meyrick in een publicatie uit 1933.
De soort komt voor in een groot deel van tropisch Afrika waaronder Guinee, Sierra Leone, Liberia, Ivoorkust, Ghana, Nigeria, Kameroen, Equatoriaal Guinee, Congo-Brazzaville, Congo-Kinshasa, Kenia, Tanzania, Angola en Malawi.